# Louis Reisacher
Louis Reisacher (München 4 oktober 1903 – Binningen (Zwitserland), november 1977) is een Duits-Zwitsers componist, dirigent, altviolist en trombonist.

## Levensloop
Reisacher studeerde aan de Akademie der Tonkunst in München onder andere viool, altviool, trombone, compositie en orkestdirectie. In 1928 vertrok hij naar Zwitserland, waar hij in kleine orkesten meespeelde. In 1940 werd hij dirigent van de Basler Musikverein, uit die in 1955 de Stadtmusik Basel werd. In 1971 werd hij opgevolgd door Harri Rodmann. Verder werd hij vanaf 1956 dirigent van de gemengde koor van de Ciba-Geigy AG. 
Als altviolist werkte hij in verschillende kamermuziek-ensembles mee. Er bestaan zowel radio- alsook platen-opnames met hem.
Reisacher schreef een groot aantal van arrangementen, maar ook eigen werk voor harmonieorkest.

## Composities

### Werken voor harmonieorkest
- Dem Ziel entgegen
- Ein Hoch dem Erlenverein
- Eviva Dumeng
- Fahnenweihe
- Glückliche Jugend
- Rheinfelden 1969